# Liste von Leuchttürmen Islands
In dieser Liste von Leuchttürmen Islands sind nur Anlagen gelistet, die mehr als nur navigatorische Bedeutung haben, technisch auffällig oder die historisch bedeutsam sind.

## Liste
| Leuchtturm isländisch viti | Leuchtturm isländisch viti | Leuchtturm isländisch viti | Ort                                                                | Koordinaten                      | Gewässer                                                       | Baujahr/e        | Höhe in m                   | Höhe in m                   | Kennung∡° | Reichweite                                       | UKHO # NGA # VIT #                    |
| Leuchtturm isländisch viti | Leuchtturm isländisch viti | Leuchtturm isländisch viti | Ort                                                                | Koordinaten                      | Gewässer                                                       | Baujahr/e        | Bau                         | Feuer                       | Kennung∡° | Reichweite                                       | UKHO # NGA # VIT #                    |
| Suðurnes                   | Suðurnes                   | Suðurnes | Suðurnes                                                           | Suðurnes                         | Suðurnes                                                       | Suðurnes         | Suðurnes                    | Suðurnes                    | Suðurnes | Suðurnes                                         | Suðurnes                              |
| -------------------------- | -------------------------- | --- | ------------------------------------------------------------------ | -------------------------------- | -------------------------------------------------------------- | ---------------- | --------------------------- | --------------------------- | --- | ------------------------------------------------ | ------------------------------------- |
| Hópsnes                    | Hópsnes                    | | Grindavík, Reykjanesskagi                                          | 63° 49′ 26,9″ N, 22° 24′ 32,6″ W | Nordatlantik                                                   | 1928             | 8 m (26 ft)                 | 16 m (52 ft)                | L.Fl.(3)WRG.20sG: 200°-272°, W: -69°, R: -94°, W: -140° | W: 13 sm (24,1 km) R, G:12 sm (22,2 km)          | L 4828 18144 299                      |
| Reykjanestá                | 1947                       | | Halbinsel Reykjanesskagi, Reykjanesbær                             | 63° 48′ 3,4″ N, 22° 41′ 44,6″ W  | Nordatlantik                                                   | 1947             | 5 m (16 ft)                 | 25 m (82 ft)                | Fl.W.3s | 9 sm (16,7 km)                                   | L 4468 18176 1,1                      |
| Reykjanestá                | 1929                       | | Halbinsel Reykjanesskagi, Reykjanesbær                             | 63° 48′ 55,6″ N, 22° 42′ 15,9″ W | Nordatlantik                                                   | 1929             | 31 m (102 ft)               | 73 m (240 ft)               | Fl.(2)W.30s288°-280°30' | 22 sm (40,7 km)                                  | L 4466 18176 1                        |
| Stafnes                    | Stafnes                    | | Suðurnesjabær, Reykjanesskagi                                      | 63° 58′ 15,3″ N, 22° 45′ 8,2″ W  | Nordatlantik                                                   | 1925             | 11 m (36 ft)                | 16 m (52 ft)                | Fl.(3)WR. 15sR: 320°-002°, W: -158°, R: -195° | W,R: 12 sm (22 km)                               | L 4472 18180 3                        |
| Sandgerði                  | Sandgerði                  | | Suðurnesjabær, Reykjanesskagi                                      | 64° 2′ 18,3″ N, 22° 42′ 51,4″ W  | Nordatlantik                                                   | 1921             | 11 m (36 ft)                | 21 m (69 ft)                | Oc.WRG.6sG: 0°-110°30', W: -111°30', R: -171°, G: -200° | W: 15 sm (28 km) R:, G: 13 sm (24 km)            | L 4476 18184 5                        |
| Krýsuvíkurberg             | Krýsuvíkurberg             | | südlicher Teil von Hafnarfjörður (Krýsuvík)                        | 63° 49′ 48,5″ N, 22° 4′ 8,1″ W   | Nordatlantik                                                   | 1965             | 5 m (16 ft)                 | 61 m (200 ft)               | FI.W.10s | 9 sm (17 km)                                     | L 4826 18140 298                      |
| Garðskagi                  | 1897                       | | Suðurnesjabær, Reykjanesskagi                                      | 64° 4′ 44,6″ N, 22° 41′ 39,2″ W  | Nordatlantik                                                   | 1897             | 11 m (36 ft)                | 17 m (56 ft)                | Rotes X oder Kreuzchensymbol für nein | 20 sm (37 km) ·                                  | Rotes X oder Kreuzchensymbol für nein |
| Garðskagi                  | 1944                       | | Suðurnesjabær, Reykjanesskagi                                      | 64° 4′ 42,5″ N, 22° 41′ 32,1″ W  | Nordatlantik                                                   | 1944             | 10 m (33 ft)                | 27 m (89 ft)                | Fl.W.5sRacon (G) 60s ▄ | 15 sm (28 km)                                    | L 4480 18196 9                        |
| Hólmsberg                  | Hólmsberg                  | | Reykjanesskagi, Reykjanesbær                                       | 64° 1′ 49,4″ N, 22° 33′ 25,3″ W  | Nordatlantik                                                   | 1956             | 13 m (43 ft)                | 36 m (118 ft)               | Fl.(2)WRG.20sR: 135°-145°, W: -330°, G: -350° | W: 16 sm (30 km) R, G: 12 sm (22 km)             | L 4483 18216 15                       |
| Vatnsnes                   | Vatnsnes                   | | Reykjanesskagi, Reykjanesbær                                       | 64° 0′ 7,5″ N, 22° 32′ 35,4″ W   | Nordatlantik                                                   | 1956             | 8 m (26 ft)                 | 15 m (49 ft)                | Fl.(3)WR.10sW: 100°-147°, R: -176°, W: -342°, R: -020° | W: 12 sm (22 km) R: 10 sm (19 km)                | L 4488 18212 16                       |
| Gerðistanga                | Gerðistanga                | | Reykjanesskagi, Reykjanesbær                                       | 64° 0′ 44,8″ N, 22° 21′ 2,1″ W   | Nordatlantik                                                   | 1918             | 10 m (33 ft)                | 11 m (36 ft)                | Fl.(2)WRG.10sG: 034°-078°, W: -236°, R: -263°, W: -034° | W: 6 sm (11 km) R, G: 4 sm (7 km)                | L 4494 18236 19                       |
| Reykjavík                  |                            | |                                                                    |                                  |                                                                |                  |                             |                             | |                                                  |                                       |
| Álftanes                   | Álftanes                   | \| | Höfuðborgarsvæðið, Álftanes                                        | 64° 6′ 58,9″ N, 22° 0′ 26,7″ W   | Nordatlantik, Faxaflói, Skerjafjörður                          | 1960             | 4,7 m (15 ft)               | 5 m (16 ft)                 | Oc.WRG.3sG: 147°-156°30', W: -157°30', R: -167° | W: 8 sm (15 km) R, G: 6 sm (11 km)               | L 4499 18268 25                       |
| Hafnarfjörður              | neu                        | Bild gesucht Die Wikipedia wünscht sich an dieser Stelle ein Bild vom hier behandelten Ort. Falls du dabei helfen möchtest, erklärt die Anleitung , wie das geht. BW | Höfuðborgarsvæðið, Hafnarfjörður                                   | 64° 4′ 15,5″ N, 21° 57′ 58,1″ W  | Nordatlantik, Faxaflói                                         | 2006             | 6 m (20 ft)                 | 13 m (43 ft)                | Dir.WRG.Fl.G: 090°30'-091°30', F.G: -093°24', Al.W.G: -095°24', F.W: -095°36', Al.W.R: -097°36', F.R: -099°30', Fl.R: -100°30', Moiré-Muster zeigt Mittellinie: 095°30' | W: 10 sm (19 km) R, G: 2 sm (4 km)               | L 4498.5 18259 22                     |
| Hafnarfjörður              | 1901                       | | Höfuðborgarsvæðið, Hafnarfjörður                                   | 64° 4′ 7,9″ N, 21° 57′ 5,4″ W    | Nordatlantik, Faxaflói                                         | 1901             | 6 m (20 ft)                 | 25 m (82 ft)                | Oc.G.3sLeitlinie 144,5° auf Pier · | Rotes X oder Kreuzchensymbol für nein            | L 4495.1 · 18256 · 20.1 ·             |
| Grótta                     | Grótta                     | | Grótta, Seltjarnarnes                                              | 64° 9′ 53,9″ N, 22° 1′ 19″ W     | Nordatlantik                                                   | 1897             | 23 m (75 ft)                | 24 m (79 ft)                | Fl.(3)WRG.20sG: 25°-067°, W: -217°, R: -281°, G: -294° | W: 15 sm (28 km) R, G: 13 sm (24 km)             | L 4501 18292 28                       |
| Engey                      | Engey                      | | Insel Engey                                                        | 64° 10′ 29,8″ N, 21° 55′ 28,5″ W | Nordatlantik, Faxaflói, Kollafjörður                           | 1902 (rep. 1937) | 8 m (26 ft)                 | 15 m (49 ft)                | Fl.WRG.5sR: 354°-357°30', W: -004°, G: -122°30', W: -142°, R: -202°, G: -257°, Racon (T) 90s ▄                                                                          | W, R, G: 12 sm (22 km)                           | L 4505 18300 31                       |
| Reykjavík Mole             | ⮝                          | | Reykjavík                                                          | 64° 9′ 10,2″ N, 21° 55′ 55,4″ W  | Nordatlantik, Faxaflói, Kollafjörður                           | 1945             | 4 m (13 ft)                 | 7 m (23 ft)                 | Fl.G.2s | k. A. 1                                          | L 4506 18316 34                       |
| Reykjavík Mole             | ⮟                          | | Reykjavík                                                          | 64° 9′ 6,7″ N, 21° 55′ 54,5″ W   | Nordatlantik, Faxaflói, Kollafjörður                           |                  | 4 m (13 ft)                 | 7 m (23 ft)                 | Fl.R.2s | k. A. 1                                          | L 4508 18320 33                       |
| Sæbraut                    | Sæbraut                    | | Reykjavík                                                          | 64° 8′ 50,7″ N, 21° 54′ 20″ W    | Nordatlantik, Faxaflói, Kollafjörður                           | 2019             | 4 m (13 ft)                 | 10,5 m (34 ft)              | Iso.WRG.4sG: 111°-151°, W: -156°, R: -172°30', keines: -180°, R: -199°, W: -202°, G: -221°                                                                              | 4 sm (7 km)                                      | 30.1 2                                |
| Skarfagarður               | Skarfagarður               | | Reykjavík                                                          | 64° 9′ 28,6″ N, 21° 51′ 53,5″ W  | Nordatlantik, Faxaflói, Kollafjörður                           |                  | 4 m (13 ft)                 | 8 m (26 ft)                 | Fl.G.2s | k. A. 1                                          | L 4513 18341.3 44                     |
| Vesturland                 |                            | |                                                                    |                                  |                                                                |                  |                             |                             | |                                                  |                                       |
| Hvaleyri                   | Hvaleyri                   | | Kjós, Höfuðborgarsvæðið                                            | 64° 20′ 33,2″ N, 21° 43′ 53,5″ W | Nordatlantik, Faxaflói, Hvalfjörður                            | 1948             | 6 m (20 ft)                 | 3 m (10 ft)                 | Fl.WRG.6sR: 000°-057°, W: -230°, G: -310° | W: 6 sm (11 km) R, G: 4 sm (7 km)                | L 4516 18364 47                       |
| Krossvíkur                 | Krossvíkur                 | | Akranes                                                            | 64° 18′ 56,3″ N, 22° 3′ 14,7″ W  | Nordatlantik, Faxaflói                                         | 1937             | 13 m (43 ft)                | 7 m (23 ft)                 | Dir.WRG.Oc.5sG: 044°30'-048°30', W: -050°30', R: -054°30' | 6 sm (11 km)                                     | L 4518 1836849.2                      |
| Akranes                    | 1918                       | | Akranes                                                            | 64° 18′ 27,9″ N, 22° 5′ 43,2″ W  | Nordatlantik, Faxaflói                                         | 1918             | 13 m (43 ft)                |                             | Rotes X oder Kreuzchensymbol für nein | Rotes X oder Kreuzchensymbol für nein            | Rotes X oder Kreuzchensymbol für nein |
| Akranes                    | 1947                       | | Akranes                                                            | 64° 18′ 31,8″ N, 22° 5′ 41,7″ W  | Nordatlantik, Faxaflói                                         | 1947             | 21 m (69 ft)                | 24 m (79 ft)                | Fl.(2)WRG.20sR: 222°-351°, W: -134°, R: -176°, G: -201° | W: 15 sm (28 km) R, G: 12 sm (22 km)             | L 4520 18372 50                       |
| Þormóðssker                | Þormóðssker                | Bild gesucht Die Wikipedia wünscht sich an dieser Stelle ein Bild vom hier behandelten Ort. Falls du dabei helfen möchtest, erklärt die Anleitung , wie das geht. BW | Borgarbyggð                                                        | 64° 26′ 0″ N, 22° 18′ 33,6″ W    | Nordatlantik, Faxaflói                                         | 1947             | 23 m (75 ft)                | 34 m (112 ft)               | LFl.WRG.20sR: 109°-258°, G: -334°, W: -109° | W: 11 sm (20 km) R, G: 8 sm (15 km)              | L 4526 18392 55                       |
| Rauðanes                   | Rauðanes                   | | Borgarbyggð, Borgarnes                                             | 64° 31′ 37,9″ N, 21° 58′ 38,1″ W | Nordatlantik, Faxaflói, Borgarfjörður                          | 1940             | 6 m (20 ft)                 | 8 m (26 ft)                 | Fl.WRG.5sR: 200°-003°30', W: -008°30', R: -100° | W: 10 sm (19 km) R, G: 9 sm (17 km)              | L 4529 18408 57                       |
| Kirkjuhóls                 | Kirkjuhóls                 | | Snæfellsbær, Halbinsel Snæfellsnes, Staðarsveit                    | 64° 48′ 19,6″ N, 23° 5′ 46,1″ W  | Nordatlantik, Faxaflói                                         | 1953             | 6 m (20 ft)                 | 36 m (118 ft)               | Fl.WRG.10sG: 282°-326°, W: -069°30', R: -105° | W: 15 sm (28 km) R, G: 12 sm (22 km)             | L 4531 18416 58                       |
| Arnarstapi                 | Arnarstapi                 | | Snæfellsbær, Halbinsel Snæfellsnes, Arnarstapi                     | 64° 46′ 7,3″ N, 23° 36′ 58,1″ W  | Nordatlantik, Faxaflói                                         | 1941             | 3 m (10 ft)                 | 18 m (59 ft)                | LFl.WRG.5sR: 190°-201°, G: -265°, W: -340°, R: -357°, W: -012°, G: -020°                                                                                                | W: 11 sm (20 km) R, G: 8 sm (15 km)              | L 4532 18420 59                       |
| Malarrif                   | Malarrif                   | | Snæfellsbær, Snæfellsnes                                           | 64° 43′ 52,8″ N, 23° 48′ 10,9″ W | Dänemarkstraße                                                 | 1946             | 24 m (79 ft)                | 31 m (102 ft)               | Fl(4)WRG.30sR: 255°-265°, W: -105°, G: -130° | W: 16 sm (30 km) R, G: 13 sm (24 km)             | L 4534 18412 62                       |
| Svörtuloft                 | Svörtuloft                 | | Snæfellsbær, Snæfellsnes, Hellissandur                             | 64° 51′ 49,3″ N, 24° 2′ 20,5″ W  | Dänemarkstraße                                                 | 1931             | 12 m (39 ft)                | 28 m (92 ft)                | Fl(2)W.10s | 11 sm (20 km)                                    | L 4538 18424 63                       |
| Öndverðarnes               | Öndverðarnes               | | Snæfellsbær, Snæfellsnes, Hellissandur                             | 64° 53′ 6,4″ N, 24° 2′ 40,3″ W   | Dänemarkstraße, Breiðafjörður                                  | 1973             | 5 m (16 ft)                 | 11 m (36 ft)                | Fl.W.3ssichtbar: 030°-000° | 8 sm (15 km)                                     | L 4540 18428 64                       |
| Krossnes                   | Krossnes                   | | Grundarfjörður, Snæfellsnes                                        | 64° 58′ 16,8″ N, 23° 21′ 25,6″ W | Dänemarkstraße, Breiðafjörður                                  | 1926             | 9 m (30 ft)                 | 21 m (69 ft)                | Fl(4)WRG.20sR: 055°-097°, W: -128°30', G: -146°, W: -171°30', R: -220°, W: -225°, G: -281°, W: -306°, R: -320°                                                          | W: 13 sm (24 km) R, G: 11 sm (20 km)             | L 4544 18464 74                       |
| Ólafsvík                   | Ólafsvík                   | | Snæfellsbær, Snæfellsnes, Ólafsvík                                 | 64° 53′ 29,8″ N, 23° 40′ 25,6″ W | Dänemarkstraße, Breiðafjörður                                  |                  | 3 m (10 ft)                 | 15 m (49 ft)                | Fl.WRG.5sR 110°-143°, W: -173°, G: -222°, R: -231°, G: -275° · | W: 12 sm (22 km) · R, G: 8 sm (15 km) ·          | L 4542 · 18452 · 71 ·                 |
| Hnausar                    | Hnausar                    | | Grundarfjörður, nördlich des Kirkjufell                            | 64° 56′ 55,4″ N, 23° 18′ 31,6″ W | Dänemarkstraße, Breiðafjörður, Grundarfjörður, Hálsvaðall      | 1943             | 4 m (13 ft)                 |                             | Rotes X oder Kreuzchensymbol für nein | Rotes X oder Kreuzchensymbol für nein            | Rotes X oder Kreuzchensymbol für nein |
| Höskuldsey                 | Höskuldsey                 | Bild gesucht Die Wikipedia wünscht sich an dieser Stelle ein Bild vom hier behandelten Ort. Falls du dabei helfen möchtest, erklärt die Anleitung , wie das geht. BW | Grundarfjörður, Insel Höskuldsey                                   | 65° 5′ 43,2″ N, 23° 0′ 48,6″ W   | Dänemarkstraße, Breiðafjörður                                  | 1948             | 10 m (33 ft)                | 13 m (43 ft)                | Fl.WRG.6sW: 060°-064°30', R: -097°30', W: -155°30', G: -240°, W: -247°, R: -350°30', G: -060°                                                                           | W: 10 sm (19 km) R, G: 7 sm (13 km)              | L 4550 18476 74                       |
| Elliðaey                   | Elliðaey                   | | Breiðafjörður                                                      | 65° 8′ 41,9″ N, 22° 48′ 0,5″ W   | Dänemarkstraße, Breiðafjörður                                  | 1951             | 8 m (26 ft)                 | 45 m (148 ft)               | Fl.WRG.10sW: 75°-87°, G: -118°, W: -126°, R: -152°, W: -156°, G: -320°, R: -75°                                                                                         | W: 12 sm (22 km) R: 8 sm (15 km) G: 7 sm (13 km) | L 4552 18480 78                       |
| Súgandisey                 | Súgandisey                 | | Stykkishólmur, Snæfellsnes                                         | 65° 4′ 50,8″ N, 22° 43′ 17,7″ W  | Dänemarkstraße, Breiðafjörður                                  | 1948             | 3 m (10 ft)                 | 30 m (98 ft)                | Fl.WRG.3sG: 60°-107°, W: -110°, R: -157°, W: -160°, G: -320° | W: 6 sm (11 km) R, G: 4 sm (7 km)                | L 4554 18484 80                       |
| Skarfaklettur              | Skarfaklettur              | Bild gesucht Die Wikipedia wünscht sich an dieser Stelle ein Bild vom hier behandelten Ort. Falls du dabei helfen möchtest, erklärt die Anleitung , wie das geht. BW | Insel Flatey (Breiðafjörður)                                       | 65° 28′ 18″ N, 22° 35′ 48″ W     | Dänemarkstraße, Breiðafjörður                                  | 1958             | 3 m (10 ft)                 | 7 m (23 ft)                 | Fl.W.3s | 5 sm (9 km)                                      | L 4556.5 18500 85                     |
| Vestfirðir                 |                            | |                                                                    |                                  |                                                                |                  |                             |                             | |                                                  |                                       |
| Klofningur (Flatey)        | Klofningur (Flatey)        | | Insel Klofningur, Flatey                                           | 65° 22′ 21,6″ N, 22° 56′ 58″ W   | Dänemarkstraße, Breiðafjörður                                  | 1926             | 9 m (30 ft)                 | 15 m (49 ft)                | Fl(2)WRG.15sW: 012°30'-028°, G: -059°, W: -061°, R: -128°, G: -246°, W: -249°, R: -295°, W: -298°, G: -355°30', W: -357°30', R: -012°30', Racon (N) 90s ▄               | W: 7 sm (13 km) R, G: 5 sm (9 km)                | L 4556 18496 83                       |
| Miðleiðarsker              | Miðleiðarsker              | Bild gesucht Die Wikipedia wünscht sich an dieser Stelle ein Bild vom hier behandelten Ort. Falls du dabei helfen möchtest, erklärt die Anleitung , wie das geht. BW | Flatey (Breiðafjörður), alleinstehend                              | 65° 27′ 48″ N, 22° 41′ 30″ W     | Dänemarkstraße, Breiðafjörður                                  | 1955             | 3 m (10 ft)                 | 7 m (23 ft)                 | Fl.W.8s | 5 sm (9 km)                                      | L 4557 18504 84                       |
| Skor                       | Skor                       | Bild gesucht Die Wikipedia wünscht sich an dieser Stelle ein Bild vom hier behandelten Ort. Falls du dabei helfen möchtest, erklärt die Anleitung , wie das geht. BW | Vesturbyggð                                                        | 65° 24′ 54″ N, 23° 57′ 9″ W      | Dänemarkstraße, Breiðafjörður                                  | 1954             | 5 m (16 ft)                 | 7 m (23 ft)                 | Fl.W.5s | 7 sm (13 km)                                     | L 4558 18508 86                       |
| Bjargtangar                | Bjargtangar                | | Vesturbyggð                                                        | 65° 30′ 12,4″ N, 24° 31′ 23,6″ W | Dänemarkstraße                                                 | 1948             | 6 m (20 ft)                 | 16 m (52 ft)                | Fl(3)W.15s | 16 sm (30 km)                                    | L 4560 18512 87                       |
| Háanes (Ólafsviti)         | Háanes (Ólafsviti)         | | Vesturbyggð, Siedlung Patreksfjörður                               | 65° 36′ 35,3″ N, 24° 9′ 41,6″ W  | Dänemarkstraße, Patreksfjörður                                 | 1947             | 14 m (46 ft)                | 26 m (85 ft)                | LFl.WRG.20sG: 115°-124°, W: -179°, R: -203°, G: -282°, W: -299°, R: -315°                                                                                               | W: 15 sm (28 km) R, G: 12 sm (22 km)             | L 4562 18516 88                       |
| Kópanes                    | Kópanes                    | Bild gesucht Die Wikipedia wünscht sich an dieser Stelle ein Bild vom hier behandelten Ort. Falls du dabei helfen möchtest, erklärt die Anleitung , wie das geht. BW | Vesturbyggð, Siedlung Bíldudalur                                   | 65° 47′ 41,2″ N, 24° 6′ 35,5″ W  | Dänemarkstraße, Arnarfjörður                                   | 1971             | 7 m (23 ft)                 | 25 m (82 ft)                | Fl(2)W.5s | 7 sm (13 km)                                     | L 4567 18520 95,5                     |
| Langanes (Arnarfjörður)    | 1950                       | Bild gesucht Die Wikipedia wünscht sich an dieser Stelle ein Bild vom hier behandelten Ort. Falls du dabei helfen möchtest, erklärt die Anleitung , wie das geht. BW | Vesturbyggð, Siedlung Bíldudalur                                   | 65° 43′ 10,7″ N, 23° 31′ 58,1″ W | Dänemarkstraße, Arnarfjörður, Geirþjófsfjörður, Borgarfjörður  | 1950             | 5 m (16 ft)                 | 23 m (75 ft)                | Fl.WRG.15sG: 330°-040°, W: -125°, R: -250° | W: 10 sm (19 km) R, G: 7 sm (13 km)              | L 4568 18524 96                       |
| Svalvoga                   | Svalvoga                   | Bild gesucht Die Wikipedia wünscht sich an dieser Stelle ein Bild vom hier behandelten Ort. Falls du dabei helfen möchtest, erklärt die Anleitung , wie das geht. BW | Ísafjarðarbær, Siedlung Þingeyri                                   | 65° 54′ 35,6″ N, 23° 50′ 43,6″ W | Dänemarkstraße, Arnarfjörður, Dýrafjörður                      | 1920             | 6 m (20 ft)                 | 54 m (177 ft)               | LFl(2)WRG.20sG: 020°-048°, W: -181°, R: -230° | W: 11 sm (20 km) R, G: 8 sm (15 km)              | L 4570 18528 97                       |
| Fjallaskagi                | Fjallaskagi                | Bild gesucht Die Wikipedia wünscht sich an dieser Stelle ein Bild vom hier behandelten Ort. Falls du dabei helfen möchtest, erklärt die Anleitung , wie das geht. BW | Ísafjarðarbær                                                      | 66° 0′ 29,8″ N, 23° 48′ 41,7″ W  | Dänemarkstraße, Dýrafjörður                                    | 1954             | 12 m (39 ft)                | 19 m (62 ft)                | Fl.W.5s | 12 sm (22 km)                                    | L 4574 18536 100                      |
| Sauðanes                   | Sauðanes                   | Bild gesucht Die Wikipedia wünscht sich an dieser Stelle ein Bild vom hier behandelten Ort. Falls du dabei helfen möchtest, erklärt die Anleitung , wie das geht. BW | Ísafjarðarbær, Siedlung Suðureyri                                  | 66° 7′ 4,6″ N, 23° 39′ 24,7″ W   | Dänemarkstraße, Önundarfjörður, Súgandafjörður                 | 1934             | 3 m (10 ft)                 | 30 m (98 ft)                | Fl.W.20s | 7 sm (13 km)                                     | L 4575 18544 102                      |
| Göltur                     | Göltur                     | Bild gesucht Die Wikipedia wünscht sich an dieser Stelle ein Bild vom hier behandelten Ort. Falls du dabei helfen möchtest, erklärt die Anleitung , wie das geht. BW | Ísafjarðarbær, Siedlung Suðureyri                                  | 66° 9′ 47,5″ N, 23° 34′ 16,2″ W  | Dänemarkstraße, Súgandafjörður, Ísafjarðardjúp                 | 1956             | 14 m (46 ft)                | 32 m (105 ft)               | Fl.W.10s | 12 sm (22 km)                                    | L 4578 18552 106                      |
| Óshólar                    | Óshólar                    | | Bolungarvíkurkaupstaður, Siedlung Bolungarvík                      | 66° 9′ 7,6″ N, 23° 12′ 33″ W     | Dänemarkstraße, Ísafjarðardjúp                                 | 1937             | 6 m (20 ft)                 | 30 m (98 ft)                | Fl(3)WR.20sR: 083°-137°, W: -298° | W: 15 sm (28 km) R: 11 sm (20 km)                | L 4580 18560 107                      |
| Arnarnes                   | Arnarnes                   | | Ísafjarðarbær, Stadt Ísafjörður                                    | 66° 5′ 55,4″ N, 23° 2′ 20,1″ W   | Dänemarkstraße, Ísafjarðardjúp, Skutulsfjörður                 | 1921             | 6 m (20 ft)                 | 64 m (210 ft)               | LFl.WRG.10sG: 041°-135°, W: -165°, R: -191°, G: -274°30', W: -279°, R: -311°                                                                                            | W: 15 sm (28 km) R, G: 12 sm (22 km)             | L 4584 18612 109                      |
| Æðey                       | Æðey                       | Bild gesucht Die Wikipedia wünscht sich an dieser Stelle ein Bild vom hier behandelten Ort. Falls du dabei helfen möchtest, erklärt die Anleitung , wie das geht. BW | Insel Æðey im Ísafjarðardjúp                                       | 66° 5′ 29,5″ N, 22° 39′ 33,1″ W  | Dänemarkstraße, Ísafjarðardjúp                                 | 1949             | 13 m (43 ft)                | 26 m (85 ft)                | Fl(2)WRG.22sW: 096°-113°, G: -154°, W: -281°, G: -320°, W: -327°, R: -096°                                                                                              | W: 15 sm (28 km) R, G: 12 sm (22 km)             | L 4582 18616 127                      |
| Sléttueyri                 | Sléttueyri                 | Bild gesucht Die Wikipedia wünscht sich an dieser Stelle ein Bild vom hier behandelten Ort. Falls du dabei helfen möchtest, erklärt die Anleitung , wie das geht. BW | Ísafjarðarbær, Slettunes, Halbinsel Hornstrandir (Vestur-Strandir) | 66° 17′ 46,5″ N, 22° 57′ 51,6″ W | Dänemarkstraße, Jökulfirðir, Hesteyrarfjörður                  | 1949             | 5 m (16 ft)                 | 7 m (23 ft)                 | Fl(2)WRG.10sG: 240°-277°, W: -287°, R: -012°, W: -090° | W: 7 sm (13 km) R, G: 5 sm (9 km)                | L 4600 18628 128                      |
| Straumnes                  | Straumnes                  | | Ísafjarðarbær, Halbinsel Hornstrandir, bei Aðalvík                 | 66° 25′ 50,2″ N, 23° 8′ 6,3″ W   | Dänemarkstraße, Aðalvík, Fljótavík                             | 1919             | 24 m (79 ft)                | 30 m (98 ft)                | Fl.W.4ssichtbar: 327°-234° | 10 sm (19 km)                                    | L 4604 18632 129                      |
| Hornbjarg                  | Hornbjarg                  | Bild gesucht Die Wikipedia wünscht sich an dieser Stelle ein Bild vom hier behandelten Ort. Falls du dabei helfen möchtest, erklärt die Anleitung , wie das geht. BW | Ísafjarðarbær, Halbinsel Strandir, bei Almenningar                 | 66° 24′ 38,2″ N, 22° 22′ 45,5″ W | Dänemarkstraße/Grönlandsee                                     | 1930             | 10 m (33 ft)                | 31 m (102 ft)               | Fl(2)W.20ssichtbar: 166°-309° | 12 sm (22 km)                                    | L 4606 18636 130                      |
| Selsker                    | Selsker                    | | Árnes, Halbinsel Strandir, bei Barðsvík                            | 66° 7′ 27,3″ N, 21° 31′ 0,3″ W   | Grönlandsee, Barðsvík                                          | 1947             | 15 m (49 ft)                | 23 m (75 ft)                | Mo.(N)W.30s ▄ Racon (O) 60s ▄ | 10 sm (19 km)                                    | L 4608 18640 131                      |
| Seljanes                   | Seljanes                   | | Árnes, Halbinsel Strandir, Seljanes                                | 66° 3′ 59,8″ N, 21° 39′ 37,5″ W  | Grönlandsee, Ófeigsfjörður, Ingólfsfjörður                     | 1932             | 4 m (13 ft)                 |                             | Rotes X oder Kreuzchensymbol für nein | Rotes X oder Kreuzchensymbol für nein            | Rotes X oder Kreuzchensymbol für nein |
| Gjögur                     | Gjögur                     | | Árnes, Halbinsel Strandir, Gjögur                                  | 65° 59′ 46″ N, 21° 19′ 2,4″ W    | Grönlandsee, Trékyllisvík, Reykjarfjörður                      | 1921             | 24 m (79 ft)                | 39 m (128 ft)               | Fl(4)WRG.30sR: 130°-204°, W: -248°, G: -296°, W: -333°, R: -044°, W: -060°                                                                                              | W: 15 sm (28 km) R, G: 12 sm (22 km)             | L 4616 18648 135                      |
| Grímsey                    | Grímsey                    | | Drangsnes, Steingrímsfjörður, Felsinsel Grímsey (Vestfirðir)       | 65° 41′ 10″ N, 21° 23′ 43,8″ W   | Grönlandsee, Húnaflói, Steingrímsfjörður, Grímseyjarsund       | 1949             | 10 m (33 ft)                | 82 m (269 ft)               | Fl.WRG.10sW: 064°-073°, G: -192°, R: -235°, W: -241°, G: -266°, R: -298°, W: -310°, G: -330°, R: -064°                                                                  | W: 10 sm (19 km) R, G: 7 sm (13 km)              | L 4620 18656 137                      |
| Malarhorn                  | Malarhorn                  | | Drangsnes, Steingrímsfjörður                                       | 65° 41′ 24,6″ N, 21° 26′ 10,9″ W | Grönlandsee, Húnaflói, Steingrímsfjörður                       | 1948             | 3 m (10 ft)                 | 27 m (89 ft)                | Fl(2)WRG.15sR: 218°-245°, W: -259°, G: -336°, W: -011°, R: -082° | W: 15 sm (28 km) R, G: 11 sm (20 km)             | L 4622 18660 138                      |
| Hólmavík                   | Hólmavík                   | | Hólmavík                                                           | 65° 42′ 18,6″ N, 21° 40′ 28,6″ W | Grönlandsee, Húnaflói, Steingrímsfjörður                       | 1915             | 3 m (10 ft)                 | 12 m (39 ft)                | Fl.WRG.5sR: 220°-297°, W: -305°, G: -030° | W: 13 sm (24 km) R, G: 12 sm (22 km)             | L 4626 18664 139                      |
| Norðurland vestra          |                            | |                                                                    |                                  |                                                                |                  |                             |                             | |                                                  |                                       |
| Skarð                      | Skarð                      | | Húnaþing vestra, Halbinsel Vatnsnes                                | 65° 29′ 7,9″ N, 20° 59′ 16,5″ W  | Grönlandsee, Húnaflói                                          | 1951             | 14 m (46 ft)                | 52 m (171 ft)               | Fl(3)WRG.30sG: 355°-064°, R: -094°, G: -151°, W: -157°, R: -169°, W: -176°, G: -190°                                                                                    | W: 16 sm (30 km) R, G: 12 sm (22 km)             | L 4628 18672 140                      |
| Kálfshamar                 | Kálfshamar                 | | Skagabyggð, Halbinsel Skagi                                        | 66° 1′ 1,9″ N, 20° 25′ 58,6″ W   | Grönlandsee, Húnaflói                                          | 1942             | 16 m (52 ft)                | 21 m (69 ft)                | LFl(2)WRG.20sG: 330°-349°, W: -004°, R: -034°, W: -155°, R: -195° | W: 15 sm (28 km) R, G: 12 sm (22 km)             | L 4635 18684 147                      |
| Skagatá                    | OF                         | | Skagafjörður, Halbinsel Skagi                                      | 66° 7′ 9,3″ N, 20° 5′ 55,9″ W    | Grönlandsee, Skagafjörður                                      | 1935             | 9 m (30 ft)                 | 18 m (59 ft)                | Fl.W.10sRacon (K) 60s ▄ | 13 sm (24 km)                                    | L 4636 18688 148                      |
| Hegranes                   | Hegranes                   | | Skagafjörður, bei Siedlung Sauðárkrókur                            | 65° 46′ 11,5″ N, 19° 32′ 31,8″ W | Grönlandsee, Skagafjörður                                      | 1937             | 10 m (33 ft)                | 23 m (75 ft)                | LFl.WRG.15sR: 039°-058°, W: -075°, G: -154°, W: -158°, R: -169°, W: -176°, G: -232°, R: -263°                                                                           | W: 15 sm (28 km) R, G: 12 sm (22 km)             | L 4644 18700 154                      |
| Málmey                     | Málmey                     | Bild gesucht Die Wikipedia wünscht sich an dieser Stelle ein Bild vom hier behandelten Ort. Falls du dabei helfen möchtest, erklärt die Anleitung , wie das geht. BW | Skagafjörður, Insel Málmey                                         | 66° 0′ 50,5″ N, 19° 32′ 13,8″ W  | Grönlandsee, Skagafjörður                                      | 1938             | 10 m (33 ft)                | 41 m (135 ft)               | Fl(2)WRG.15sG: 346°-354°, W: -023°, R: -077°, G: -122°, W: -154°, R: -166°                                                                                              | W: 11 sm (20 km) R, G: 8 sm (15 km)              | L 4648 18712 155                      |
| Straumnes                  | ⮝                          | | Skagafjörður, Halbinsel Tröllaskagi                                | 66° 4′ 37,7″ N, 19° 21′ 16″ W    | Grönlandsee, Skagafjörður                                      | 1942             | 10 m (33 ft)                | 20 m (66 ft)                | Fl.WRG.6sR: 054°-084°, W: -095°, G: -125°30', W: -193°, R: -209°30', W: -226°, G: -236°30', W: -250°30', R: -266°                                                       | W: 10 sm (19 km) R, G: 8 sm (15 km)              | L 4650 18716 156                      |
| Sauðanes                   | ⮝                          | | Fjallabyggð, bei Stadt Siglufjörður, Halbinsel Tröllaskagi         | 66° 11′ 12,8″ N, 18° 57′ 2,1″ W  | Grönlandsee                                                    | 1934             | 10,5 m (34 ft)              | 37 m (121 ft)               | Fl(3)WR.20sR: 055°-075°, W: -221°, R: -285° | W: 16 sm (30 km) R: 12 sm (22 km)                | L 4652 18720 158                      |
| Selvíkurnef                | Selvíkurnef                | | Fjallabyggð, bei Stadt Siglufjörður, Halbinsel Tröllaskagi         | 66° 9′ 32,7″ N, 18° 51′ 57,6″ W  | Grönlandsee, Siglufjörður                                      | 1931             | 8 m (26 ft)                 | 20 m (66 ft)                | Fl.WRG.5sW: 027°-077°, G: -153°, W: -160°, R: -205° | W: 13 sm (24 km) R, G: 10 sm (19 km)             | L 4654 18728 159                      |
| Siglunes                   | Siglunes                   | Bild gesucht Die Wikipedia wünscht sich an dieser Stelle ein Bild vom hier behandelten Ort. Falls du dabei helfen möchtest, erklärt die Anleitung , wie das geht. BW | Fjallabyggð, Halbinsel Tröllaskagi                                 | 66° 11′ 33,3″ N, 18° 49′ 14,2″ W | Grönlandsee, Siglufjörður, Héðinsfjörður                       | 1908             | 12 m (39 ft)                | 51 m (167 ft)               | Fl.W.7,5s | 12 sm (22 km)                                    | L 4656 18732 162                      |
| Norðurland eystra          |                            | |                                                                    |                                  |                                                                |                  |                             |                             | |                                                  |                                       |
| Brík                       | Brík                       | Bild gesucht Die Wikipedia wünscht sich an dieser Stelle ein Bild vom hier behandelten Ort. Falls du dabei helfen möchtest, erklärt die Anleitung , wie das geht. BW | Fjallabyggð, Fossdalur, Halbinsel Tröllaskagi                      | 66° 7′ 9,4″ N, 18° 36′ 41,4″ W   | Grönlandsee, Eyjafjörður, Ólafsfjörður                         | 1966             | 4 m (13 ft)                 | 58 m (190 ft)               | Fl(3)W.10s | 6 sm (11 km)                                     | L 4660.6 18736 163                    |
| Hrólfssker                 | Hrólfssker                 | | Dalvíkurbyggð, Insel Hrólfssker                                    | 66° 5′ 23,4″ N, 18° 25′ 7,2″ W   | Grönlandsee, Eyjafjörður                                       | 1951             | 16 m (52 ft)                | 18 m (59 ft)                | Fl.W.3sunverstärkt: 217°-327° | 8 sm (15 km)                                     | L 4658 18740 165                      |
| Hrísey                     | Hrísey                     | | Akureyri, Insel Hrísey                                             | 66° 1′ 5,3″ N, 18° 24′ 1,9″ W    | Grönlandsee, Eyjafjörður                                       | 1920             | 9 m (30 ft)                 | 113 m (371 ft)              | Fl.WRG.8sG: 043°-145°, W: -166°, R: -180°, W: -190°, R: -265°, G: -325°, W: -332°, R: -043°                                                                             | W: 15 sm (28 km) R, G: 12 sm (22 km)             | L 4660 18752 166                      |
| Hjalteyri                  | Hjalteyri                  | | Hörgársveit, in Hjalteyri, Halbinsel Tröllaskagi                   | 65° 51′ 6,8″ N, 18° 11′ 27,9″ W  | Grönlandsee, Eyjafjörður                                       | 1920             | 13 m (43 ft)                | 14 m (46 ft)                | Fl(2)WRG.20sG: 135°-153°, W: -338°, R: -000° | 12 sm (22 km)                                    | L 4666 18780 169                      |
| Svalbarðseyri              | Svalbarðseyri              | | Svalbarðsströnd, in Svalbarðseyri, Halbinsel Flateyjarskagi        | 65° 44′ 38,7″ N, 18° 5′ 28,4″ W  | Grönlandsee, Eyjafjörður                                       | 1920             | 8 m (26 ft)                 | 9 m (30 ft)                 | LFl.WRG.6sG: 320°-346°, W: -065°, G: -161°, W: -170°, R: -190° | 11 sm (20 km)                                    | L 4668 18788 174                      |
| Gjögurtá                   | Gjögurtá                   | Bild gesucht Die Wikipedia wünscht sich an dieser Stelle ein Bild vom hier behandelten Ort. Falls du dabei helfen möchtest, erklärt die Anleitung , wie das geht. BW | Grýtubakki, Halbinsel Flateyjarskagi                               | 66° 10′ 28″ N, 18° 16′ 8″ W      | Grönlandsee, Bucht Trjávík                                     | 1970             | 4 m (13 ft)                 | 28 m (92 ft)                | Fl(2)W.10s | 8 sm (15 km)                                     | L 4657 18792 174,5                    |
| Grímsey                    | Grímsey                    | Bild gesucht Die Wikipedia wünscht sich an dieser Stelle ein Bild vom hier behandelten Ort. Falls du dabei helfen möchtest, erklärt die Anleitung , wie das geht. BW | Akureyri, Insel Grímsey                                            | 66° 31′ 41,5″ N, 17° 58′ 54,2″ W | Grönlandsee                                                    | 1937             | 9,5 m (31 ft)               | 27 m (89 ft)                | Fl.W.20ssichtbar: 187°-140° | 15 sm (28 km)                                    | L 4674 18796 175                      |
| Flateyri                   | Flateyri                   | | Þingeyjarsveit, Insel Flatey                                       | 66° 9′ 47,4″ N, 17° 50′ 28″ W    | Grönlandsee, Skjálfandi                                        | 1963             | 9,5 m (31 ft)               | 27 m (89 ft)                | Fl(3)W.15s | 10 sm (19 km)                                    | L 4678 18800 176                      |
| Húsavík                    | Húsavík                    | | Norðurþing, in Húsavík                                             | 66° 3′ 7,6″ N, 17° 21′ 45″ W     | Grönlandsee, Skjálfandi                                        | 1956             | 12 m (39 ft)                | 49 m (161 ft)               | Fl.WRG.2,5sG: 000°-037°, W: -157°, R: -195° | W: 15 sm (28 km) R, G: 12 sm (22 km)             | L 4680 18804 177                      |
| Lundey                     | Lundey                     | Bild gesucht Die Wikipedia wünscht sich an dieser Stelle ein Bild vom hier behandelten Ort. Falls du dabei helfen möchtest, erklärt die Anleitung , wie das geht. BW | Insel Lundey                                                       | 66° 6′ 57,2″ N, 17° 22′ 13,4″ W  | Grönlandsee, Skjálfandi                                        | 1977             | 4 m (13 ft)                 | 46 m (151 ft)               | Fl.W.5s | 7 sm (13 km)                                     | L 4686 18824 182                      |
| Tjörnes                    | Tjörnes                    | | Gemeinde Tjörnes auf der gleichnamigen Halbinsel                   | 66° 12′ 23,7″ N, 17° 8′ 40,7″ W  | Grönlandsee, Skjálfandi, Öxarfjörður                           | 1929             | 13 m (43 ft)                | 33 m (108 ft)               | Fl(2)W.15s | 16 sm (30 km)                                    | L 4688 18828 183                      |
| Mánárey                    | Mánárey                    | Bild gesucht Die Wikipedia wünscht sich an dieser Stelle ein Bild vom hier behandelten Ort. Falls du dabei helfen möchtest, erklärt die Anleitung , wie das geht. BW | Insel Mánárey-Háey                                                 | 66° 17′ 16,4″ N, 17° 6′ 36,8″ W  | Grönlandsee, Skjálfandi, Öxarfjörður                           | 1982             | 4 m (13 ft)                 | 38 m (125 ft)               | Fl.W.10s | 6 sm (11 km)                                     | L 4689 18832 183,2                    |
| Kópasker                   | Kópasker                   | Bild gesucht Die Wikipedia wünscht sich an dieser Stelle ein Bild vom hier behandelten Ort. Falls du dabei helfen möchtest, erklärt die Anleitung , wie das geht. BW | Norðurþing, in Kópasker, Halbinsel Melrakkaslétta                  | 66° 18′ 23″ N, 16° 28′ 4,7″ W    | Grönlandsee, Öxarfjörður                                       | 1951             | 14 m (46 ft)                | 21 m (69 ft)                | Fl.WRG.20sG: 300°-352°, W: -153°, R: -180°, F.R. zeigt bei Kópasker in Richtung 068° und 331°, F.G. in Richtung 006°                                                    | W: 14 sm (26 km) R, G: 12 sm (22 km)             | L 4690 18836 184                      |
| Rauðanúp                   | Rauðanúp                   | Bild gesucht Die Wikipedia wünscht sich an dieser Stelle ein Bild vom hier behandelten Ort. Falls du dabei helfen möchtest, erklärt die Anleitung , wie das geht. BW | Norðurþing, Halbinsel Melrakkaslétta                               | 66° 30′ 30,1″ N, 16° 32′ 41,2″ W | Grönlandsee, Öxarfjörður, Núpsvík                              | 1958             | 8 m (26 ft)                 | 66 m (217 ft)               | Mo.(R)W.20s ▄ | 16 sm (30 km)                                    | L 4696 18840 191                      |
| Hraunhafnartangi           | Hraunhafnartangi           | | Norðurþing, Halbinsel Melrakkaslétta                               | 66° 32′ 7,1″ N, 16° 1′ 15,6″ W   | Grönlandsee, Brúsavík                                          | 1951             | 19 m (62 ft)                | 21 m (69 ft)                | Mo.(N)WR.30s ▄ R: 0°-105°, W: -290°, R: 330°. | W: 10 sm (19 km) R: 7 sm (13 km)                 | L 4699 18844 192                      |
| Raufarhöfn                 | Haupt                      | | Norðurþing, Halbinsel Melrakkaslétta, in Raufarhöfn                | 66° 27′ 14,3″ N, 15° 55′ 57,7″ W | Grönlandsee, Þistilfjörður                                     | 1931             | 10 m (33 ft)                | 33 m (108 ft)               | Fl(3)WRG.20sR: 165°-233°, W: -294°, G: 345°. | W: 9 sm (17 km) R: 7 sm (13 km) G: 6 sm (11 km)  | L 4700 18848 193                      |
| Raufarhöfn                 | range light                | Bild gesucht Die Wikipedia wünscht sich an dieser Stelle ein Bild vom hier behandelten Ort. Falls du dabei helfen möchtest, erklärt die Anleitung , wie das geht. BW | Norðurþing, Halbinsel Melrakkaslétta, in Raufarhöfn                | 66° 26′ 58,2″ N, 15° 56′ 29,9″ W | Grönlandsee, Þistilfjörður                                     |                  | 3,5 m (11 ft)               | 9 m (30 ft)                 | Oc.G.5s | k. A. 1                                          | L 4702 18856 194                      |
| Melrakkanes                | Melrakkanes                | Bild gesucht Die Wikipedia wünscht sich an dieser Stelle ein Bild vom hier behandelten Ort. Falls du dabei helfen möchtest, erklärt die Anleitung , wie das geht. BW | Langanesbyggð, Halbinsel Melrakkaslétta                            | 66° 23′ 47,1″ N, 15° 42′ 17,8″ W | Grönlandsee, Þistilfjörður                                     | 1956             | 12 m (39 ft)                | 23 m (75 ft)                | Fl.WR.12sR: 100°-156°, W: -340° | W: 9 sm (17 km) R: 7 sm (13 km)                  | L 4706 18868 197                      |
| Grenjanes                  | Grenjanes                  | Bild gesucht Die Wikipedia wünscht sich an dieser Stelle ein Bild vom hier behandelten Ort. Falls du dabei helfen möchtest, erklärt die Anleitung , wie das geht. BW | Langanesbyggð, bei Þórshöfn, Halbinsel Langanes                    | 66° 15′ 28,7″ N, 15° 20′ 7,9″ W  | Grönlandsee, Þistilfjörður, Lónafjörður                        | 1945             | 19 m (62 ft)                | 25 m (82 ft)                | LFl.W.20s | 15 sm (28 km)                                    | L 4710 18900 205                      |
| Langanes                   | Langanes                   | Bild gesucht Die Wikipedia wünscht sich an dieser Stelle ein Bild vom hier behandelten Ort. Falls du dabei helfen möchtest, erklärt die Anleitung , wie das geht. BW | Langanesbyggð, Halbinsel Langanes                                  | 66° 22′ 42,5″ N, 14° 31′ 59,4″ W | Grönlandsee, Bakkaflói, Kofavík                                | 1950             | 10 m (33 ft)                | 53 m (174 ft)               | Fl(2)W.10s | 10 sm (19 km)                                    | L 4712 18904 206                      |
| Digranes                   | Digranes                   | | Langanesbyggð, Kap Digranes                                        | 66° 3′ 26,8″ N, 14° 43′ 54,9″ W  | Grönlandsee, Bakkaflói, Bakkafjörður                           | 1947             | 19 m (62 ft)                | 28 m (92 ft)                | Fl.WRG.20sR: 060°-070°, W: -270°, G: -300° | W: 15 sm (28 km) R, G: 12 sm (22 km)             | L 4714 18908 207                      |
| Austurland                 |                            | |                                                                    |                                  |                                                                |                  |                             |                             | |                                                  |                                       |
| Kolbeinstangi              | Kolbeinstangi              | | Vopnafjörður, Halbinsel Kolbeinstangi bei Hof Leiðarhöfn           | 65° 46′ 8,2″ N, 14° 47′ 31,7″ W  | Grönlandsee, Vopnafjörður                                      | 1942             | 20 m (66 ft)                | 32 m (105 ft)               | LFl.WRG.10sG: 205°-215°, W: -221°, R: -236°, W: -246°, G: -256°, W: -261°, R: -355°, G: -028°, W: -030°, R: -040°                                                       | W: 15 sm (28 km) R, G: 12 sm (22 km)             | L 4716 18912 209                      |
| Bjarnarey                  | Bjarnarey                  | Bild gesucht Die Wikipedia wünscht sich an dieser Stelle ein Bild vom hier behandelten Ort. Falls du dabei helfen möchtest, erklärt die Anleitung , wie das geht. BW | Vopnafjörður, Insel Bjarnarey                                      | 65° 47′ 8,4″ N, 14° 18′ 29,4″ W  | Grönlandsee, Vopnafjörður, Héraðsflói                          | 1944             | 8 m (26 ft)                 | 31 m (102 ft)               | Fl(3)W.20s | 10 sm (19 km)                                    | L 4721 18916 214                      |
| Kögur                      | Kögur                      | Bild gesucht Die Wikipedia wünscht sich an dieser Stelle ein Bild vom hier behandelten Ort. Falls du dabei helfen möchtest, erklärt die Anleitung , wie das geht. BW | Múlaþing                                                           | 65° 36′ 31,4″ N, 13° 51′ 45,8″ W | Grönlandsee, Héraðsflói, Stapavík, Borgarfjörður, Njarðvík     | 1951             | 8 m (26 ft)                 | 19 m (62 ft)                | Fl.WRG.15sR: 110°-165°, W: -303°, G: -350° | W: 8 sm (15 km) R, G: 5 sm (9 km)                | L 4722 18960 215                      |
| Glettinganes               | Glettinganes               | Bild gesucht Die Wikipedia wünscht sich an dieser Stelle ein Bild vom hier behandelten Ort. Falls du dabei helfen möchtest, erklärt die Anleitung , wie das geht. BW | Múlaþing, Halbinsel Glettinganes                                   | 65° 30′ 37,9″ N, 13° 36′ 27,7″ W | Grönlandsee, Hvalvík, Kjólsvík                                 | 1931             | 20 m (66 ft)                | 25 m (82 ft)                | LFl(2)W.30s | 12 sm (22 km)                                    | L 4724 18964 220                      |
| Brimnes                    | Brimnes                    | | Múlaþing Fjord, Nordseite                                          | 65° 18′ 29,8″ N, 13° 46′ 8,9″ W  | Grönlandsee, Seyðisfjörður                                     | 1938             | 7 m (23 ft)                 | 12 m (39 ft)                | Fl(2)WRG.10sG: 225°-253°, W: -283°, R: -314°, G: -69°, W: -73°, R: -90°                                                                                                 | W:8 sm (15 km) R, G:5 sm (9 km)                  | L 4726 18968 221                      |
| Dalatangi                  | alt                        | Bild gesucht Die Wikipedia wünscht sich an dieser Stelle ein Bild vom hier behandelten Ort. Falls du dabei helfen möchtest, erklärt die Anleitung , wie das geht. BW | Fjarðabyggð, Siedlung Brekkuþorp                                   | 65° 16′ 14,7″ N, 13° 34′ 33,2″ W | Grönlandsee, Seyðisfjörður, Mjóifjörður                        | 1895             | 5 m (16 ft)                 |                             | Rotes X oder Kreuzchensymbol für nein | Rotes X oder Kreuzchensymbol für nein            | Rotes X oder Kreuzchensymbol für nein |
| Dalatangi                  | neu                        | Bild gesucht Die Wikipedia wünscht sich an dieser Stelle ein Bild vom hier behandelten Ort. Falls du dabei helfen möchtest, erklärt die Anleitung , wie das geht. BW | Fjarðabyggð, Siedlung Brekkuþorp                                   | 65° 16′ 12,7″ N, 13° 34′ 30,1″ W | Grönlandsee, Seyðisfjörður, Mjóifjörður                        | 1959             | 10 m (33 ft)                | 19 m (62 ft)                | Fl.W.5s | 14 sm (26 km)                                    | L 4730 18980 223                      |
| Norðfjarðarhorn            | Norðfjarðarhorn            | Bild gesucht Die Wikipedia wünscht sich an dieser Stelle ein Bild vom hier behandelten Ort. Falls du dabei helfen möchtest, erklärt die Anleitung , wie das geht. BW | Fjarðabyggð, bei Neskaupstaður, Halbinsel Barðsneshorn             | 65° 9′ 57,6″ N, 13° 30′ 45,6″ W  | Grönlandsee/Europäisches Nordmeer, Norðfjarðarflói, Viðfjörður |                  | 4 m (13 ft)                 | 14 m (46 ft)                | Fl.W.15ssichtbar: 131°-010° | 6 sm (11 km)                                     | L 4730.6 18984 224                    |
| Norðfjörður                | Norðfjörður                | | Fjarðabyggð, in Neskaupstaður                                      | 65° 8′ 59,3″ N, 13° 39′ 18,8″ W  | Grönlandsee, Norðfjarðarflói, Norðfjörður                      | 1952             | 8 m (26 ft)                 | 38 m (125 ft)               | Fl(2)WR.7sW: 214°-242°, R: -334°, W: -046° | W:15 sm (28 km) R:12 sm (22 km)                  | L 4731 18988 225                      |
| Seley                      | Seley                      | Bild gesucht Die Wikipedia wünscht sich an dieser Stelle ein Bild vom hier behandelten Ort. Falls du dabei helfen möchtest, erklärt die Anleitung , wie das geht. BW | Fjarðabyggð, Insel Seley                                           | 64° 58′ 39″ N, 13° 31′ 12,6″ W   | Nordatlantik/Europäisches Nordmeer                             | 1956             | 14 m (46 ft)                | 27 m (89 ft)                | Fl(3)WRG.25sR: 008°-037°, G: -065°, W: -085°, R: -190°, W: -008°, Racon (M) 60s (lt. VIT-IS: 90s) ▄                                                                     | W: 8 sm (15 km) R: 6 sm (11 km) G: 5 sm (9 km)   | L 4733 19004 227                      |
| Gríma                      | Gríma                      | Bild gesucht Die Wikipedia wünscht sich an dieser Stelle ein Bild vom hier behandelten Ort. Falls du dabei helfen möchtest, erklärt die Anleitung , wie das geht. BW | Fjarðabyggð, bei Reyðarfjörður                                     | 65° 0′ 22″ N, 13° 55′ 19″ W      | Nordatlantik, Reyðarfjörður                                    | 1961             | 3 m (10 ft)                 | 22 m (72 ft)                | Fl.W.8s | 12 sm (22 km)                                    | L 4735 19000 229                      |
| Vattarnes                  | Vattarnes                  | Bild gesucht Die Wikipedia wünscht sich an dieser Stelle ein Bild vom hier behandelten Ort. Falls du dabei helfen möchtest, erklärt die Anleitung , wie das geht. BW | Fjarðabyggð, Halbinsel Vattarnes                                   | 64° 56′ 10,2″ N, 13° 41′ 6,8″ W  | Nordatlantik, Reyðarfjörður                                    | 1957             | 12 m (39 ft)                | 26 m (85 ft)                | Fl(2)WRG.15sG: 090°-127°, W: -136°, R: -159°, G: -216°, W: -232°, R: -256°, W: -286°, R: -337°, W: -347°, G: -000°                                                      | W: 15 sm (28 km) R:, G: 12 sm (22 km)            | L 4734 19008 228                      |
| Mjóeyrarviti               | Mjóeyrarviti               | Bild gesucht Die Wikipedia wünscht sich an dieser Stelle ein Bild vom hier behandelten Ort. Falls du dabei helfen möchtest, erklärt die Anleitung , wie das geht. BW | Fjarðabyggð, in Eskifjörður                                        | 65° 3′ 34,1″ N, 13° 59′ 38,2″ W  | Nordatlantik, Reyðarfjörður, Eskifjörður                       | 1961             | 4 m (13 ft)                 | 5 m (16 ft)                 | Fl.W.2s | 5 sm (9 km)                                      | L 4736 18996 230                      |
| Hafnarnes                  | Hafnarnes                  | | Fjarðabyggð, Südküste des Fáskrúðsfjörður                          | 64° 52′ 27,6″ N, 13° 45′ 57,3″ W | Nordatlantik, Fáskrúðsfjörður                                  | 1937             | 6,5 m (21 ft)               | 17 m (56 ft)                | Fl.WRG.20sG: 100°-126°, W: -194°, R: -257°, W: -314°, G: -000° | W: 12 sm (22 km) R, G: 9 sm (17 km)              | L 4738 19016 232                      |
| Landahóll                  | Landahóll                  | Bild gesucht Die Wikipedia wünscht sich an dieser Stelle ein Bild vom hier behandelten Ort. Falls du dabei helfen möchtest, erklärt die Anleitung , wie das geht. BW | Fjarðabyggð, bei Stöðvarfjörður (Austurbyggð)                      | 64° 49′ 33,5″ N, 13° 49′ 36,7″ W | Nordatlantik, Stöðvarfjörður                                   | 1953             | 8 m (26 ft)                 | 23 m (75 ft)                | Fl.WRG.4sG: 224°-272°, W: -285°, R: -349°, W: -351°, G: -084° | W: 15 sm (28 km) R, G: 12 sm (22 km)             | L 4743 19020 235                      |
| Kambanes                   | Kambanes                   | Bild gesucht Die Wikipedia wünscht sich an dieser Stelle ein Bild vom hier behandelten Ort. Falls du dabei helfen möchtest, erklärt die Anleitung , wie das geht. BW | Fjarðabyggð, Halbinsel Kambanes                                    | 64° 48′ 4,1″ N, 13° 50′ 20,1″ W  | Nordatlantik, Stöðvarfjörður, Breiðdalsvík                     | 1922             | 11 m (36 ft)                | 26 m (85 ft)                | Fl(4)WRG.20sG: 189°-218°, R: -230°, W: -235°, G: -270°, W: -284°, R: -298°, W: -320°, G: -334°, W: -359°, R: -034°, G: -069°                                            | W: 16 sm (30 km) R, G: 13 sm (24 km)             | L 4744 19024 236                      |
| Selnes                     | Selnes                     | | Fjarðabyggð, in Breiðdalsvík                                       | 64° 47′ 13″ N, 14° 0′ 18,2″ W    | Nordatlantik, Breiðdalsvík                                     | 1942             | 9 m (30 ft)                 | 12,5 m (41 ft)              | Fl.WRG.8sR: 252°-267°30', G: -304°, W: -309°, R: -345°, G: -016°, W: -030°                                                                                              | W: 11 sm (20 km) R, G: 8 sm (15 km)              | L 4746 19028 237                      |
| Streiti                    | Streiti                    | | Fjarðabyggð, Kap Streitishvarf                                     | 64° 43′ 47,3″ N, 13° 59′ 9,1″ W  | Nordatlantik, Breiðdalsvík                                     | 1984             | 12 m (39 ft)                | 17 m (56 ft)                | Fl(3)WRG.20sG: 176°-217°, W: -222°, R: -281°, W: -340°, G: -003°, R: -038°, W: -040°, G: -058°                                                                          | W: 14 sm (26 km) R, G: 12 sm (22 km)             | L 4749.2 19044 241                    |
| Karlstaðatangi             | Karlstaðatangi             | | Múlaþing, Nordküste des Berufjörður                                | 64° 41′ 16,2″ N, 14° 13′ 42,2″ W | Nordatlantik, Berufjörður                                      | 1922             | 5 m (16 ft)                 | 11 m (36 ft)                | Fl(2)WRG.10sG: 270°-282°, R: -298°, W: -315°, G: -332°, R: -042°, W: -047°, G: -090°                                                                                    | W: 11 sm (20 km) R, G: 9 sm (17 km)              | L 4750 19052 242                      |
| Æðarsteinn                 | Æðarsteinn                 | | Múlaþing, bei Djúpivogur, Halbinsel Æðarsteinstangi                | 64° 40′ 5,3″ N, 14° 17′ 38″ W    | Nordatlantik, Berufjörður                                      | 1922             | 6 m (20 ft)                 | 12 m (39 ft)                | Fl.WRG.5sG: 134°-146°, W: -149°, R: -259°, W: -260°, G: -287°, R: -329°                                                                                                 | W: 11 sm (20 km) R, G: 9 sm (17 km)              | L 4754 19056 243                      |
| Djúpivogur                 | Djúpivogur                 | Bild gesucht Die Wikipedia wünscht sich an dieser Stelle ein Bild vom hier behandelten Ort. Falls du dabei helfen möchtest, erklärt die Anleitung , wie das geht. BW | Múlaþing, bei Djúpivogur, bei Innri-Gleðivík                       | 64° 39′ 40″ N, 14° 17′ 38″ W     | Nordatlantik, Berufjörður                                      | 1974             | am Dach einer Fabrikhalle 3 | am Dach einer Fabrikhalle 3 | Oc.G.5s | k. A. 1                                          | L4756 2 245                           |
| Ketilfles                  | Ketilfles                  | Bild gesucht Die Wikipedia wünscht sich an dieser Stelle ein Bild vom hier behandelten Ort. Falls du dabei helfen möchtest, erklärt die Anleitung , wie das geht. BW | Múlaþing, Insel Ketilfles                                          | 64° 36′ 57,1″ N, 14° 14′ 51,2″ W | Nordatlantik                                                   | 1946             | 12 m (39 ft)                | 18 m (59 ft)                | Fl(3)WRG.15sR: 197°-210°, W: -217°, G: -255°, W: -267°, R: -329°, W: -002°, G: -197°                                                                                    | W: 7 sm (13 km) R, G: 5 sm (9 km)                | L 4760 19076 249                      |
| Papey                      | Papey                      | Bild gesucht Die Wikipedia wünscht sich an dieser Stelle ein Bild vom hier behandelten Ort. Falls du dabei helfen möchtest, erklärt die Anleitung , wie das geht. BW | Múlaþing, Insel Papey                                              | 64° 35′ 28,1″ N, 14° 10′ 29,1″ W | Nordatlantik                                                   | 1922             | 8 m (26 ft)                 | 57 m (187 ft)               | Fl.WRG.10sW: 184°-188°, G: -214°, R: -228°, W: -240°, G: -252°, W: -027°, R: -074°, G: -137°, R: -184°                                                                  | W: 12 sm (22 km) R: 9 sm (17 km) G: 8 sm (15 km) | L 4762 19048 250                      |
| Suðurland                  |                            | |                                                                    |                                  |                                                                |                  |                             |                             | |                                                  |                                       |
| Hvalnes                    | Hvalnes                    | | Hornafjörður, bei Hof Stafafell                                    | 64° 24′ 8,3″ N, 14° 32′ 24,5″ W  | Nordatlantik, Lónsvík                                          | 1955             | 12 m (39 ft)                | 27 m (89 ft)                | Fl(2)W.20s | 15 sm (28 km)                                    | L 4764 19080 251                      |
| Stokksnes                  | Stokksnes                  | | Hornafjörður, Halbinsel Stokksnes                                  | 64° 14′ 23,4″ N, 14° 57′ 50,4″ W | Nordatlantik, Hornsvík, Skarðsfjörður                          | 1946             | 19 m (62 ft)                | 30 m (98 ft)                | Fl(3)WRG.30sG: 209°-245°, W: -053°, R: -080°, G: -090° | W: 16 sm (30 km) R, G: 14 sm (26 km)             | L 4766 19084 252                      |
| Hellir                     | Hellir                     | | Hornafjörður, bei Höfn, Insel Hellir im Skarðsfjörður              | 64° 14′ 29,4″ N, 15° 11′ 8,3″ W  | Nordatlantik, Skarðsfjörður                                    | 1954             | 6 m (20 ft)                 | 17 m (56 ft)                | Fl(3) WRG.15sR: 252°-322°, W: -328°, G: -030°, R: -043° | W: 13 sm (24 km) R, G: 10 sm (19 km)             | L 4768.4 19096 254                    |
| Hvanney                    | Hvanney                    | | Hornafjörður, bei Höfn, Halbinsel Hvanney                          | 64° 13′ 49,8″ N, 15° 11′ 28,5″ W | Nordatlantik, Skarðsfjörður                                    | 1922             | 8 m (26 ft)                 | 15 m (49 ft)                | Fl.WRG.5sG: 125°-274°, W: -286°, R: -017°, W: -031°, G: -095°, Racon (T) 90s ▄                                                                                          | W: 12 sm (22 km) R, G: 9 sm (17 km)              | L 4768 19088 253                      |
| Hrollaugsey                | Hrollaugsey                | Bild gesucht Die Wikipedia wünscht sich an dieser Stelle ein Bild vom hier behandelten Ort. Falls du dabei helfen möchtest, erklärt die Anleitung , wie das geht. BW | Hornafjörður, Insel Hrollaugsey                                    | 64° 1′ 40,8″ N, 15° 58′ 40,7″ W  | Nordatlantik                                                   | 1954             | 16 m (52 ft)                | 24 m (79 ft)                | Fl.W.20sRacon (G) 90s ▄ | 9 sm (17 km)                                     | L 4770 19100 262                      |
| Ingólfshöfði               | Ingólfshöfði               | Bild gesucht Die Wikipedia wünscht sich an dieser Stelle ein Bild vom hier behandelten Ort. Falls du dabei helfen möchtest, erklärt die Anleitung , wie das geht. BW | Hornafjörður, Insel Ingólfshöfði bei Hof Fagurhólsmýri             | 63° 48′ 6″ N, 16° 38′ 13,7″ W    | Nordatlantik, Kóngsvík                                         | 1948             | 10 m (33 ft)                | 75 m (246 ft)               | Fl(2)W.10s | 17 sm (31 km)                                    | L 4772 19104 263                      |
| Skaftárós                  | Skaftárós                  | Bild gesucht Die Wikipedia wünscht sich an dieser Stelle ein Bild vom hier behandelten Ort. Falls du dabei helfen möchtest, erklärt die Anleitung , wie das geht. BW | Skaftárhreppur, bei Kirkjubæjarklaustur am Skaftá                  | 63° 38′ 56,8″ N, 17° 49′ 46″ W   | Nordatlantik                                                   | 1953             | 20 m (66 ft)                | 20 m (66 ft)                | Fl.W.3sRacon (K) 90s ▄ | 14 sm (26 km)                                    | L 4774 19108 264                      |
| Skarðsfjara                | Skarðsfjara                | Bild gesucht Die Wikipedia wünscht sich an dieser Stelle ein Bild vom hier behandelten Ort. Falls du dabei helfen möchtest, erklärt die Anleitung , wie das geht. BW | Skaftárhreppur, Ostseite von Fjaðrárgljúfur                        | 63° 31′ 4,1″ N, 17° 58′ 42,8″ W  | Nordatlantik                                                   | 1959             | 18 m (59 ft)                | 25 m (82 ft)                | Mo.(C)W.30s ▄ Racon (T) 60s ▄ | 15 sm (28 km)                                    | L 4775 19112 265                      |
| Alviðruhamrar              | Alviðruhamrar              | Bild gesucht Die Wikipedia wünscht sich an dieser Stelle ein Bild vom hier behandelten Ort. Falls du dabei helfen möchtest, erklärt die Anleitung , wie das geht. BW | Skaftárhreppur, Mýrnatangi, Westseite von Fjaðrárgljúfur           | 63° 27′ 19″ N, 18° 18′ 31,6″ W   | Nordatlantik                                                   | 1929             | 18 m (59 ft)                | 33 m (108 ft)               | Mo.(R)W.20s ▄ Racon (G) 60s ▄ | 16 sm (30 km)                                    | L 4776 19116 266                      |
| Dyrhólaey                  | Dyrhólaey                  | | Mýrdalur, Halbinsel Dyrhólaey                                      | 63° 24′ 24,3″ N, 19° 7′ 41,8″ W  | Nordatlantik                                                   | 1927             | 13 m (43 ft)                | 123 m (404 ft)              | Fl.W.10s | 27 sm (50 km) (lt. VIT-IS: 28 sm)                | L 4780 18040 267                      |
| Bakkafjara                 | Bakkafjara                 | Bild gesucht Die Wikipedia wünscht sich an dieser Stelle ein Bild vom hier behandelten Ort. Falls du dabei helfen möchtest, erklärt die Anleitung , wie das geht. BW | Rangárþing eystra, bei Bakkaflugvöllur und Landeyjahöfn            | 63° 32′ 9,5″ N, 20° 9′ 18″ W     | Nordatlantik                                                   | 1984             | 7 m (23 ft)                 | 15 m (49 ft)                | Fl.W.3sRacon (N) 90s ▄ | 7 sm (13 km)                                     | L 4781 18082 267,5                    |
| Stórhöfði                  | Stórhöfði                  | Bild gesucht Die Wikipedia wünscht sich an dieser Stelle ein Bild vom hier behandelten Ort. Falls du dabei helfen möchtest, erklärt die Anleitung , wie das geht. BW | Insel Heimaey in Vestmannaeyjabær, Halbinsel Stórhöfði             | 63° 23′ 58,4″ N, 20° 17′ 18,4″ W | Nordatlantik, Vestmannaeyjar-Archipel                          | 1906             | 7 m (23 ft)                 | 125 m (410 ft)              | Fl(3)W.20ssichtbar: 223°-167°, südwestlich zu den Inseln von Heimaey kommend verschwindet der Leuchtturm hinten 3                                                       | 16 sm (30 km)                                    | L 4784 18044 268                      |
| Faxasker                   | Faxasker                   | | Insel Faxasker in Vestmannaeyjabær                                 | 63° 27′ 38,2″ N, 20° 14′ 22,7″ W | Nordatlantik, Vestmannaeyjar-Archipel                          | 1950             | 6 m (20 ft)                 | 12 m (39 ft)                | Fl.W.7s | 6 sm (11 km)                                     | L 4782 18068 269                      |
| Urða                       | Urða                       | | Insel Heimaey in Vestmannaeyjabær                                  | 63° 26′ 11,6″ N, 20° 13′ 39,6″ W | Nordatlantik, Vestmannaeyjar-Archipel                          | 1986             | 7 m (23 ft)                 | 30 m (98 ft)                | Fl(3)WRG.15sR: 137°-182°, W: -206°, G: -257°, W: -290°, R: -335°, W: -015°, G: -060°                                                                                    | W: 15 sm (28 km) R, G: 12 sm (22 km)             | L 4786 18048 270                      |
| Geirfuglasker              | Geirfuglasker              | Bild gesucht Die Wikipedia wünscht sich an dieser Stelle ein Bild vom hier behandelten Ort. Falls du dabei helfen möchtest, erklärt die Anleitung , wie das geht. BW | Insel Geirfuglasker in Vestmannaeyjabær                            | 63° 19′ 4″ N, 20° 29′ 49″ W      | Nordatlantik, Vestmannaeyjar-Archipel                          |                  | 3 m (10 ft)                 | 55 m (180 ft)               | Fl.W.15s | 7 sm (13 km)                                     | L 4800 18072 277                      |
| Tridrangar Þrídrangaviti   | Tridrangar Þrídrangaviti   | | Insel Háidrangur in Vestmannaeyjabær                               | 63° 29′ 18,3″ N, 20° 30′ 50,9″ W | Nordatlantik, Vestmannaeyjar-Archipel                          | 1942             | 4 m (13 ft)                 | 34 m (112 ft)               | Mo.(N)W.30s ▄ sichtbar: 206°–188° | 9 sm (17 km)                                     | L 4802 18080 278                      |
| Knarrarós                  | Knarrarós                  | | Árborg                                                             | 63° 49′ 23,8″ N, 20° 58′ 32,7″ W | Nordatlantik                                                   | 1939             | 22 m (72 ft)                | 30 m (98 ft)                | LFl.W.30sRacon (M) 60s ▄ | 16 sm (30 km)                                    | L 4804 18116 279                      |
| Þorlákshafnar              | ⮝                          | Bild gesucht Die Wikipedia wünscht sich an dieser Stelle ein Bild vom hier behandelten Ort. Falls du dabei helfen möchtest, erklärt die Anleitung , wie das geht. BW | Ölfus, in Þorlákshöfn                                              | 63° 51′ 34,1″ N, 21° 21′ 50,7″ W | Nordatlantik, Ölfusá-Mündung                                   |                  | 4 m (13 ft)                 | 13 m (43 ft)                | Fl.R.3s | k. A. 1                                          | L 4823 18120 296.3                    |
| Þorlákshafnar              | ⮟                          | | Ölfus, bei Þorlákshöfn                                             | 63° 51′ 4,2″ N, 21° 21′ 39,1″ W  | Nordatlantik                                                   | 1951             | 8 m (26 ft)                 | 12 m (39 ft)                | Fl.W.3ssichtbar: 120°–060° | 12 sm (22 km)                                    | L 4820 18132 294                      |
| Selvogur                   | Selvogur                   | | Ölfus                                                              | 63° 49′ 13,3″ N, 21° 39′ 9,5″ W  | Nordatlantik                                                   | 1931             | 15 m (49 ft)                | 21 m (69 ft)                | Fl.(2)W.10sRacon (B) 60s ▄ | 14 sm (25,9 km)                                  | L 4824 18136 297                      |

Anmerkungen
🢁 Oberfeuer (hinten) ⊙ Mittelfeuer 🢃 Unterfeuer (vorne)
⮞ Ost ⮟ Süd ⮜ West ⮝ Nord  außer Betrieb